# Novi čas (list)
Novi čas je bil politični list mladih prekmurskih krščanskih socialistov, ki je izhajal od leta 1932 do 1933. Njegov ustanovitelj in glavni organizator je bil Janez Titan.
List je do 1. januarja 1933 kot štirinajstdnevnik izhajal v Murski Soboti, njegova zadnja številka pa je izšla 22. januarja 1933 v Ljubljani. Kot »kmetski in delavski list«, pisan v knjižni slovenščini, je bil namenjen za ustvarjanje ravnotežja med dotedanjim prekmurskim časopisjem, pisanem v prekmurščini. Urednika sta bila Mirko Tuš in Štefan Čuk, odgovorni urednik pa Štefan Pernat. Klub poudarjeni krščanskosocialni usmeritvi se je v listu vedno bolj uveljavljal levičarski vpliv Miška Kranjca in drugih dopisnikov. Policija je ugotovila stik uredništva s Centralnim komitejem Komunistične partije Jugoslavije na Dunaju, zato so oblasti list prepovedale. 